# Pseudoporrhopis
Pseudoporrhopis là một chi nhện trong họ Thomisidae.